# Бельгія на Євробаченні Юних Музикантів
Бельгія брала участь у Євробаченні Юних Музикантів, що проводиться кожні два роки, одинадцять разів починаючи з 1986 року та була країною-господаркою конкурсу в 1992 році. Найкращим результатом Бельгії вважається 3-є місце у 1990 та 1992 роках.

## Учасники
Умовні позначення
     Переможець
     Друге місце
     Третє місце
     Не пройшла до фіналу
     Участь скасовано
     Не брала участі
| Рік                               | Місце проведення | Учасник           | Інструмент        | Фінал                      | Півфінал          |
| --------------------------------- | ---------------- | ----------------- | ----------------- | -------------------------- | ----------------- |
| 1986                              | Копенгаген       | Ронні Вентат      | Саксофон          | Не вдалося кваліфікуватися | -                 |
| 1988                              | Амстердам        | Еліан Рейес       | Фортепіано        | Не вдалося кваліфікуватися | -                 |
| 1990                              | Відень           | Крістоф Дельпорт  | Акордеон          | 3                          | -                 |
| 1992                              | Брюссель         | Марі Галлінк      | Віолончель        | 3                          | -                 |
| 1994                              | Варшава          | Девід Коен        | Віолончель        | Не вдалося кваліфікуватися | -                 |
| 1996                              | Лісабон          | Девід Коен        | Віолончель        | Не вдалося кваліфікуватися | -                 |
| 1998                              | Відень           | Не брала участь   | Не брала участь   | Не брала участь            | Не брала участь   |
| 2000                              | Берген           | Йосиф Іванов      | Скрипка           | Не вдалося кваліфікуватися | -                 |
| 2002                              | Берлін           | Не брала участь   | Не брала участь   | Не брала участь            | Не брала участь   |
| 2004                              | Люцерн           | Філіп Іванов      | Фортепіано        | Не вдалося кваліфікуватися | -                 |
| 2006                              | Відень           | Ілля Лапорєв      | Віолончель        | Не вдалося кваліфікуватися | -                 |
| Не брала участі в 2008-2016 роках |                  |                   |                   |                            |                   |
| 2018                              | Единбург         | Александра Курман | Скрипка           | Не вдалося кваліфікуватися | -                 |
| 2020                              | Загреб           | Конкурс скасовано | Конкурс скасовано | Конкурс скасовано          | Конкурс скасовано |
| 2022                              | Монпельє         | Таїс Дефорт       | Віолончель        | -                          | Без півфіналів    |
| 2024                              | Буде             | Махаульт Ска      | Фортепіано        | -                          | Без півфіналів    |

## Країна-господар
| Рік  | Місто    | Місце проведення | Ведучі                |
| ---- | -------- | ---------------- | --------------------- |
| 1992 | Брюссель | Cirque Royal     | Марі-Франсуаза Ренсон |

## Нотатки
1. ↑  Конкурс 2020 року було скасовано через пандемію COVID-19.